# 兩岸互不承認主權，互不否認治權
兩岸互不承認主權，互不否認治權，也被稱為符合中華民國憲法的九二共識，是中華民國官方對於臺海現狀與海峽兩岸關係的一個官方陳述方案，法源依據為《中華民國憲法增修條文》，在馬英九政府時期成為官方論述。其實際內容可以表述為：中國只有一個，中華民國依照《中華民國憲法》擁有中國主權，實際上對於中國代表權的歸屬採模糊處理。該方案前身為「海峽兩岸分裂分治」、「一個中國，兩個政治實體」，與「一國兩區」、「憲法一中」與「一個中國、各自表述」立場相近，也是九二共識與一個中國的表述方案之一，主要用於反對特殊的國與國關係。馬英九與習近平之間的兩岸領導人會面，被認為是這個論述方案的最大成功。
依照中華民國憲法本文及增修條文，中華民國現況只能統治自由地區（臺澎金馬），治權無法到達中國大陸地區。中華人民共和國與中華民國之間，相互不承認主權，不承認對方是獨立的主權國家。但雙方存在不成文的默契，可以同意雙方的治權只限縮在自己的管轄領土上。在這個說法下，台灣與中國大陸之間存在著特殊關係，中華民國是主權國家，但「台灣」是中華民國目前行使治權的主要區域，本身不是主權獨立國家，雙方之間不是國家與國家之間的關係，也不是國內關係，而是一個中國下的一種特殊關係。而所謂的「一個中國」，在中華人民共和國與中華民國之間各自有不同解釋，主權歸屬問題應該保持模糊。

## 概論
由前中華民國總統馬英九所提出的說法，「主權互不承認、治權互不否認；雙方不是國內關係也並非國際關係」。儘管說不上是一套概念或政策，但馬英九卻不只一次用這句話去形容兩岸關係。
前總統李登輝的特殊國與國關係和陳水扁的一邊一國論均強調中華民國和中華人民共和國是兩個國家，而雙方的關係就應為國與國的關係。但馬英九持不同的看法，認為雙方關係應該是一個國家「中國」內兩個地區之間的關係。中華民國政府視這個國家為中華民國（而非臺灣一詞），而中華人民共和國政府則視之为中華人民共和國。雙方均不承認對岸主權的合法性，同時又不否認對方正事實上管治對岸。因此兩地的關係特殊，並且有關國際關係的法律並不適用。

## 背景
2008年9月2日，總統馬英九於與墨西哥傳媒墨西哥太陽報的訪問中提及，中國大陸和台灣的關係特殊，但並非兩國關係，因為中華人民共和國憲法還是中華民國憲法均禁止在自己宣稱的領土上建立別的國家。他承認現階段雙方的主權問題難以解決，但暫時能夠以九二共識中「一個中國、各自表述」的原則下處理問題。
2008年10月7日，馬英九接受日本世界雜誌專訪。在回答關於「特殊非兩國論」時，指出中華民國「絕對是一個獨立的主權國家」。在其憲法下，中國大陸是中華民國領土的一部分。中華民國不會承認在其國土內存在別的國家。換句話說，中華民國並不視中華人民共和國為一個國家。因此，有關國際關係的法律並不適用於兩岸關係。
2008年10月25日，馬英九接受中央社專訪時，澄清台灣和大陸是兩個國家的概念並非他自創，而是相信這個框架能使雙方擱置主權爭議，並不否認對方存在時，以追求雙方更緊密的關係。馬英九兩岸透過中介機構的磋商將會以如此「互不否認」的框架下進行。他又稱，「一國兩區」的概念可以追溯至1991年，時任總統李登輝宣佈終止動員戡亂時期，接受了兩岸正處於不同政權管治的事實，亦象徵了中華民國並不再視大陸於1949年10月1日成立的共產政權為一「叛亂集團」，「而是看成事實上對大陸有統治權的統治當局」。他續稱，過去17年來，幾任總統均提出不同的理念去定義兩岸關係，但並未証實可行，包括李登輝1999年提出的「特殊國與國關係」和陳水扁2002年提出的「一邊一國」。

## 資料來源
1. ↑  周怡孜. . 風傳媒. 2017-10-18  [2020-01-21]. （原始内容存档于2021-01-20） （中文）.
2. ↑   (新闻稿). 自由時報電子報. 2017-10-21  [2020-01-22]. （原始内容存档于2020-04-10） （中文）. 外媒問：「台灣為什麼不宣布獨立？」他就回：「哪有國家兩次宣布獨立？」獨立就是要分離，分離是要到哪去？這是台灣遭遇的困難。相信行政院長賴清德關於臺獨的談話是口誤，不是真的想推動，「希望大家看清情勢」，「要嘛維持現狀，要嘛跟大陸討論統一的問題」。時機到了，循序漸進才有可能水到渠成。
3. 1 2  . 自由時報. 2008-10-08. （原始内容存档于2008-10-10） （中文）.
4. ↑  . China Post. 2008-09-04  [2012-09-19]. （原始内容存档于2017-09-18）.
5. ↑  . Central News Agency of the Republic of China. 2008-09-11.[永久]
6. ↑  . Taipei Times. 2008-10-08  [2012-09-19]. （原始内容存档于2019-07-21）.
7. ↑  . Central News Agency of the Republic of China. 2008-10-08. （原始内容存档于2009-02-12） （中文）.
8. ↑  . China Post. 2008-10-25  [2012-09-19]. （原始内容存档于2017-06-29）.
9. ↑  . Central News Agency of the Republic of China. 2008-10-25. （原始内容存档于2012-02-24） （中文）.

## 外部連結
- . Mainland Affairs Council of the Republic of China. 2008-09-03. （原始内容存档于2008-11-20） （中文）.
- 馬英九如果主張德國模式，算是進步啊！ | 雲論 | ETtoday新聞雲 （页面存档备份，存于）